# 古市馨
古市馨（ふるいちかおる、1942年 - ）は、舞台演出家。劇団カッパ座主宰者。　日本音楽著作権協会会員　古市カオル、日本放送作家協会会員　　あがた夢童（ペンネーム）。日本劇場演出空間技術協会会員。室蘭市生まれ。

## 経歴
1961年　伴淳三郎に師事　渡米し、レットスケルトンに学ぶ。1963年　芸映プロに入社　＊役者として、テレビ出演「男は太郎」「おーい雲」「テンテコママ」等レギュラー出演　舞台「雲の上団五郎一座」（座長 森繁久弥）「南の島に雪が降る」（座長 伴淳三郎）等にレギュラー出演。
1965年　日本大学芸術学部演劇学科卒業。1968年　劇団カッパ座を設立。1970年　全国公演を展開し脚本・演出を手掛ける。
1971年　ブラジル（サンパウロ）に姉妹劇団トンギトンギ座設立。
1991年から５回に亘るアメリカ公演　演出・豊島園総合人形劇場“子供劇場”をはじめ、京都太秦映画村“クロスビジョン劇場”花と緑の博覧会“ＪＲ西日本館”等演出。
1995年～エキスポランド720度ライブステージ演出　7年間実施。1997年　アミューズメントパーク「見流しスタイル映像＆ミュージカル」演出。1998年　全国友の会公演「二人の王子」・エキスポランド７２０度ライブステージ　「しらゆきひめ」。1999年　全国友の会公演「なないろのにじ」・みさき公園ミュージカル「オズの魔法使い」。エキスポランド７２０度ライブステージ「ピノキオ」。2000年　全国公演「ブレーメンの音楽隊」・みさき公園ミュージカル「人魚姫」・中国電力ミュージカル「ハートをチェンジ」脚本・演出。2001年　全国公演「笠地蔵」・エキスポランド７２０度ライブステージ「そんごくう」・北九州博覧祭「水のパビリオン」演出。2002年　全国公演「しあわせの王子」若狭路博２００３演出。２００３年～現在まで毎年新作を発表し全国公演を継続。